# عطارة (رام الله)
عطارة هي قرية فلسطينية تقع في محافظة رام الله والبيرة، على بعد 15 كيلومترًا شمال رام الله في وسط الضفة الغربية. تقع على طول خط سلسلة جبلية بأربع قمم، وهي مبنية على ثاني أعلى نقطة في الضفة الغربية على ارتفاع 810 أمتار فوق مستوى سطح البحر. تبلغ مساحة أراضي عطارة الإجمالية 9,545 دونمًا، معظمها صالحة للزراعة.
تقع على بعد 10.7 كيلومتر (6.6 mi) (أفقياً) شمال رام الله. يحدها من الشرق سلواد، ومن الشمال عبوين، ومن الغرب برهام وعجول وأم صفا، ومن الجنوب بير زيت.

## تاريخها
تم العثور على شظايا من العصر الحديدي الأول  والعصر الحديدي الثاني، والفارسي، والهلنستي، والروماني، والبيزنطي والمملوكي.

### العصر العثماني
في عام 1517، تم دمج القرية في الإمبراطورية العثمانية مع بقية فلسطين. في سنة 1596 ظهر في سجلات الضرائب أنه يقع في ناحية القدس التابعة للواء القدس. كان عدد سكانها 55 أسرة مسلمة تدفع معدل ضريبة ثابت بنسبة 33.3٪ على المنتجات الزراعية المختلفة، بما في ذلك القمح والشعير والزيتون وكروم العنب أو أشجار الفاكهة والماعز أو خلايا النحل، بإجمالي 4300 أقجة.
في القرنين السابع عشر والتاسع عشر، كانت عطارة تقع في ناحية بني زيد. كان مطلوبًا من الذكور البالغين دفع 58-60 آقجة للحكومة العثمانية في القدس. كما تم الإشارة إليها أيضًا باعتبارها قرية مسلمة. مر المستكشف الفرنسي فيكتور جورين بالقرية في عام 1870، وقدر عدد سكانها بحوالي 300 نسمة. أظهرت قائمة رسمية للقرى العثمانية من نفس الفترة تقريبًا (1870) أن عطارة كان بها 80 منزلًا ويبلغ عدد سكانها 225 نسمة، على الرغم من أن تعداد السكان شمل الرجال فقط. في عام 1882، وصف مسح لفلسطين الغربية عطارة بأنها قرية كبيرة، قديمة على ما يبدو، في موقع بارز على تل، مع وجود أشجار الزيتون حولها. في عام 1896 قُدِّر عدد سكانها حوالي 480 شخصًا.

### الانتداب البريطاني على فلسطين
في وقت تعداد فلسطين عام 1922، بلغ عدد سكان عطارة 407 مسلمًا، وارتفع في تعداد عام 1931 إلى 559 مسلمًا في 133 منزلًا. في عام 1922، أنشأ الصندوق القومي اليهودي موشافًا على مساحة 500 دونم من الأراضي. وتعرف باسم عطاروت، وكانت واحدة من أولى المستوطنات الصهيونية على التلال.
في إحصاءات عام 1945 بلغ عدد سكان عطارة 690 مسلماً، بينما بلغت المساحة الإجمالية للأراضي 9545 دونماً ، وذلك وفقاً لمسح رسمي للأراضي والسكان. من هذه المساحة، تم تخصيص 3,524 دونمًا للمزارع والأراضي المروية، و3,550 دونمًا للحبوب، بينما تم تصنيف 45 دونمًا كمناطق مبنية.

### الحكم الأردني
في أعقاب نكبة عام 1948، وبعد اتفاقيات الهدنة عام 1949، أصبحت عطارة تحت الحكم الأردني. وجد تعداد السكان الأردني لعام 1961 أن عدد السكان بلغ 1110 نسمة.

### ما بعد عام 1967
منذ حرب الأيام الستة عام 1967، أصبحت عطارة تحت الاحتلال الإسرائيلي. بلغ عدد السكان في تعداد عام 1967 الذي أجرته السلطات الإسرائيلية 903 نسمة. بعد اتفاقيات عام 1995، تم تعريف 40.8% من أراضي القرية كأراضي المنطقة أ، و43.8% كمنطقة ب ، بينما النسبة المتبقية 15.4% هي المنطقة ج. كما صادرت إسرائيل ما مجموعه 163 دونمًا من أراضي القرية من أجل بناء مستوطنة عطيرت الإسرائيلية.
في عام 2002، أصبحت فاطمة حسن، البالغة من العمر 95 عاماً والمقيمة في عطارة، أكبر فلسطينية تقتل في الانتفاضة الثانية عندما أطلق جنود إسرائيليون النار على سيارة الأجرة التي كانت تقلها. وقال شهود عيان إن السيارة كانت تنتظر في طابور طويل من السيارات وقام الجنود بتحطيم نوافذها قبل إطلاق النار.

## المحميات
تحتوي عطارة على مزارين لشخصيات قديسة. يحيط المسجد القديم للقرية بحرم إيمار. كانت هناك كنيسة بيزنطية.

#### مرقد الشيخ القطرواني
يقع المقام التاريخي للشيخ القطرواني على تلة ظهرة حمود على بعد حوالي 1.5 كم جنوب غرب عطارة. تم تسمية الضريح على اسم رجل دين محلي، الشيخ أحمد القطرواني، الذي يُعتقد أنه مات هنا بأحداث عجيبة. تم بناؤه في العصر المملوكي في القرن السادس عشر، كجزء من سلسلة من أبراج المراقبة المطلة على الساحل القريب.

## التركيبة السكانية
بحلول عام 1961، بلغ عدد السكان 1110 نسمة، إلا أنه انخفض بشكل كبير بعد حرب الأيام الستة عام 1967، عندما استولت إسرائيل على الضفة الغربية من الأردن واحتلتها. ارتفع عدد سكان القرية ببطء إلى 903 في عام 1982، ثم 976 في عام 1987. في أول تعداد أجراه الجهاز المركزي للإحصاء الفلسطيني عام 1997، بلغ عدد سكان عطارة 1661 نسمة، منهم 92 لاجئاً فلسطينياً (5.6%). كان التركيب الجنسي 50.2٪ من الذكور و 49.8٪ من الإناث. وفقًا لتقديرات الجهاز المركزي للإحصاء الفلسطيني، بلغ عدد سكان عطارة حوالي 2400 نسمة في منتصف عام 2006. في تعداد الجهاز المركزي للإحصاء الفلسطيني في عام 2007، بلغ عدد سكان عطارة 2270 نسمة، منهم 1139 من الذكور و1131 من الإناث. يوجد 495 وحدة سكنية ويبلغ متوسط حجم الأسرة 5.5 فردًا. بحلول عام 2017، بلغ عدد سكان القرية 2492 نسمة.

## اقتصاد القرية
حتى أوائل الخمسينيات من القرن العشرين، كان سكان عطارة يعتمدون على الزراعة كمصدر رئيسي للدخل. بعد عام 1967، بدأ العديد من السكان بالعمل في إسرائيل. نتيجة لذلك، انخفض الإنتاج الزراعي بشكل أكبر وأصبح جزء كبير من اقتصاد عطارة معتمداً على المقيمين العاملين في الخارج. يعد النقل مشكلة في القرية، حيث لا يمكن الوصول إلى القرية إلا عبر طريق واحد عبر بيرزيت.  يعتبر البيض منتجًا زراعيًا أساسيًا، ويوجد في القرية إحدى عشر مزرعة بيض. كما يُنتَج الزيتون على نطاق واسع ويُسلَّم إلى معصرة زيت في بلدة عارورة، حيث يُنتَج زيت الزيتون. قد أثَّرت نقاط التفتيش الإسرائيلية حول عطارة، بالإضافة إلى حصاد محصول زيتون عطارة من قِبَل المستوطنين الإسرائيليين من عطارة، سلبًا على اقتصاد القرية.
40.8% من أراضي القرية تُعرف بأنها أراضي المنطقة أ، و43.8% بأنها منطقة ب، بينما تُعرف النسبة المتبقية 15.4% بأنها منطقة ج. كما صادرت إسرائيل 163 دونمًا من أراضي القرية من أجل بناء مستوطنة عطيرت الإسرائيلية.

## مواضيع ذات صلة
- حاجز عطارة